# Fred Baumert
Fred Baumert (* um 1942) ist ein deutscher Musiker (Gitarre).
Baumert gehörte ab den frühen 1960er Jahren als Sologitarrist zu den Music-Stromers (bis 1965). Nach dem Studium holte ihn 1969 Günther Fischer in seine Band, mit der es auch zu Aufnahmen mit Manfred Krug, Uschi Brüning und Eberhard Büchner kam. Daneben ging er 1973 mit der All Star Band '73 auf DDR-Tournee. 1978 kam es auch zu Rundfunkproduktionen im Trio mit Wolfgang Greiser und Wolfgang Schneider. Daneben arbeitete er als Studiomusiker und war als Lehrbeauftragter an der Hochschule für Musik „Hanns Eisler“ Berlin tätig. Weiterhin unterhielt er Gitarrenduos, zunächst mit seinem Schüler Hansi Benicke (drei Titel sind auf dem Amiga-Sampler Kleeblatt No. 13: Gitarren-Workshop dokumentiert), dann mit Jürgen Heckel. Auch ist er auf Alben von Klaus Lenz und Reinhard Lakomy zu hören.

## Diskografie (Auswahl)
- Manfred Krug/Günther Fischer: Krug Nr. 1 – Das war nur ein Moment (Amiga, 1971)
- Manfred Krug/Günther Fischer: Krug No. 2 – Ein Hauch von Frühling (Amiga, 1972)